# Kirchdach Spitze

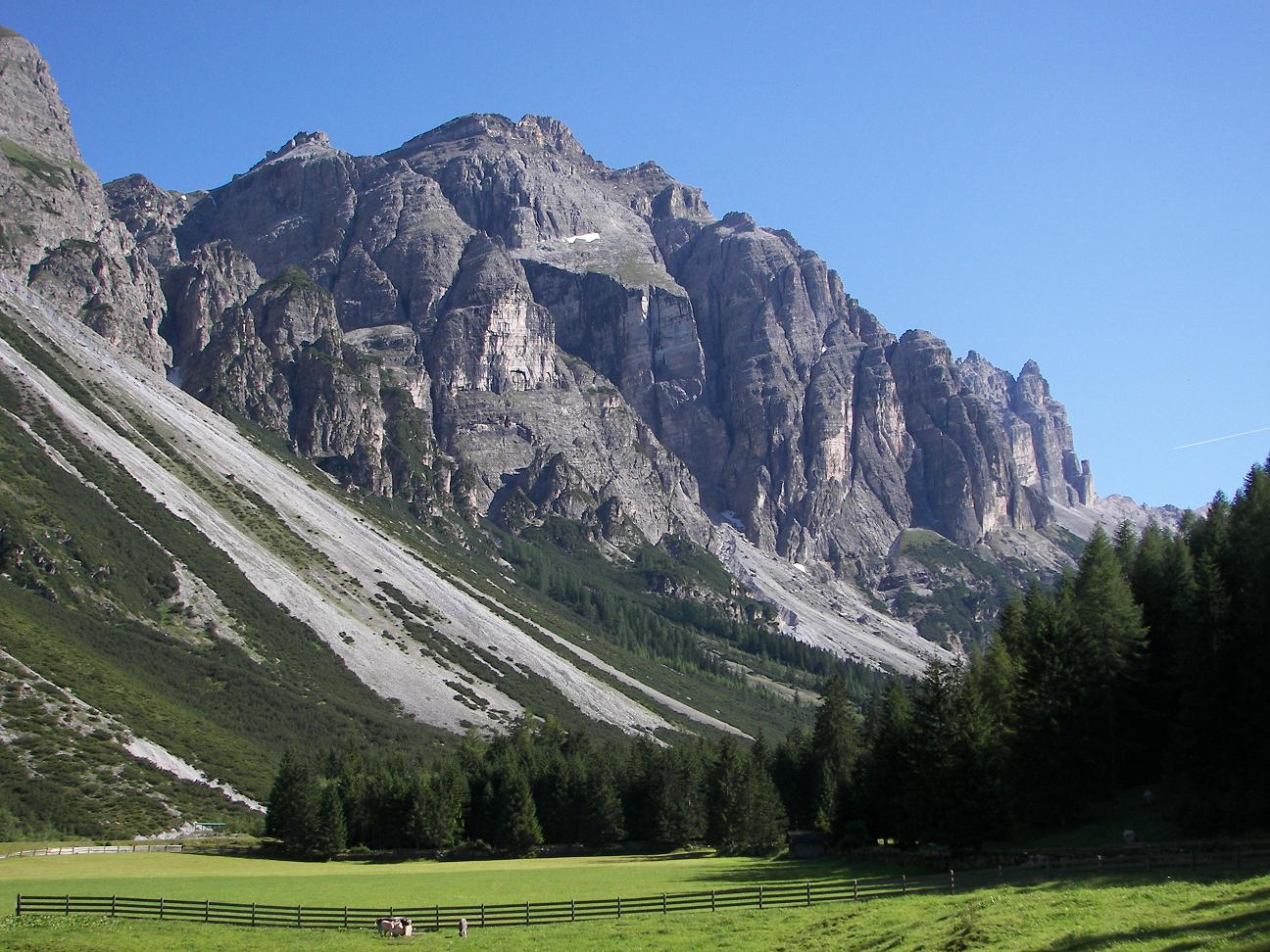
Wysoka, północno-wschodnia ściana szczytu Kirchdachspitze (2840 m n.p.m.) widziana z doliny Pinnistal.

Kirchdach Spitze lub Kirchdachspitze (2840 m n.p.m.) – szczyt w austriackich Stubaier Alpen, na terenie landu Tyrol.  Kirchdachspitze jest najwyższym szczytem zbudowanej z wapieni grani Serleskamm, oddzielającej leżącą na południowy wschód dolinę Gschnitztal od leżących na północny zachód dolin Pinnistal oraz Stubaital.

## Turystyka i alpinizm
Szczyt dostępny jest kilkoma drogami. Dla turystów górskich punktem wyjścia jest położone wysoko ponad doliną Gschnitztal schronisko Padasterjochhaus (2232 m n.p.m.), do którego dojść można znakowaną ścieżką z położonej w dolinie Gschnitztal miejscowości Bichl; czas wejścia: 3:30 - 4 h. Ze schroniska droga normalna na szczyt prowadzi przez przełączkę Padasterjoch, a następnie płn.-wsch. granią; czas wejścia: około 2 h.
Z doliny Pinnistal, od niewielkiego schroniska Pinnisalm (1560 m n.p.m.) biegnie Jubiläumssteig - łatwa droga wspinaczkowa; czas wejścia: 4 - 5 h. Z północnej części doliny Pinnistal, od chatki Issenangeralm (1366 m n.p.m.) biegnie droga Rohrauersteig; czas wejścia: 5 - 6 h.
Na zachodniej ścianie i północno-zachodniej ścianie Kirchdachspitze, widocznej na zamieszczonej obok fotografii i ponad 800 m wysokiej znajduje się wiele dróg wspinaczkowych o rozmaitych stopniach trudności, dość rzadko powtarzanych.

## Mapy
- Kompass Wanderkarte, no. 83 Stubaier Alpen, skala 1 : 50 000,
- Kompass Wanderkarte, no. 36 Innsbruck - Brenner, skala 1 : 50 000.

## Literatura
- Klier W.: Alpenvereinsführer Stubaier Alpen, Bergverlag Rudolf Rother, München, (2006), ISBN 3-7633-1271-4.